# Vacunagate
Vacunagate es el término utilizado por los medios de comunicación para referirse al escándalo por las inoculaciones irregulares de 487 personas (principalmente altos funcionarios del Poder Ejecutivo del Perú) contra la COVID-19 que inició el 10 de febrero de 2021. La crisis comenzó con la difusión informativa en el programa Beto a Saber, de Willax, que el expresidente Martín Vizcarra habría recibido las Candidata a Vacunas contra la enfermedad del nuevo coronavirus destinadas a los ensayos clínicos de Sinopharm de la Fase III en octubre de 2020 en Palacio de Gobierno, en secreto.
De los equipos de investigación de las dos universidades encargadas del estudio, la recepción y administración de las Candidata a Vacunas del estudio de Sinopharm, así como el pedido irregular de 3200 dosis adicionales fuera del estudio clínico, se dio a petición  de los médicos investigadores Germán Málaga y Hugo García Lescano, líder y coordinador del equipo de investigación de la Universidad Peruana Cayetano Heredia quién sería quien habría facilitado en su sede el acceso a Candidata a Vacunas a altos funcionarios, familiares, y diversas personas ajenas a los voluntarios del estudio clínico y al personal directo involucrado en este. El accionar se vio agravado al descubrirse que Germán Málaga aplicó en su sede tres dosis a 40 personas, incluyéndose a él mismo y a un viceministro, de forma irregular y sin consentimiento escrito. Diversas autoridades de la universidad inoculadas irregularmente, entre estas el rector y vicerrector, renunciaron producto del escándalo. Finalmente, el Instituto Nacional de Salud del Perú indicó la salida del investigador principal responsable, y suspendió a la Universidad Cayetano Heredia como centro de realización de nuevos ensayos clínicos.
La inoculación de Candidata a Vacunas tendría consecuencias penales, pues fueron inoculados altos funcionarios del Gobierno de Francisco Sagasti como la ministra de Relaciones Exteriores, Elizabeth Astete; la ministra de Salud, Pilar Mazzetti, los dos viceministros de Salud, y altos cargos de la Cancillería en medio de las negociaciones con el laboratorio Sinopharm para la adquisición de Candidata a Vacunas. Entre los funcionarios inoculados, se encuentran 8 miembros de la Comisión negociadora, que recibieron la Candidata a Vacuna antes y después del proceso de compra.

## Desarrollo de los acontecimientos
El 10 de febrero de 2021 una investigación del periodista Carlos Paredes difundida en el programa de televisión Beto a Saber, en Willax, reveló que el expresidente Martín Vizcarra y su esposa, Maribel Díaz, se habían inoculado contra la COVID-19 en octubre de 2020. La información fue confirmada al día siguiente por el propio expresidente quien informó a la prensa:

Finalmente tomé la decisión valiente de sumarme a los 12 000 voluntarios y que me hagan la prueba experimental. Confirmo que fue el 2 de octubre [de 2020].

Al día siguiente el Congreso peruano citó a la presidenta del Consejo de Ministros Violeta Bermúdez Valdivia, a la ministra de Salud Pilar Mazzetti y al ministro de Trabajo Javier Palacios Gallegos para que informen sobre los avances en la lucha contra la pandemia de la COVID-19. Los ministros se presentaron en el Congreso el mismo día y Mazzetti sostuvo que desconocía sobre la inoculación de Vizcarra y que alguien como el presidente debe abstenerse de participar en ensayo clínico. El mismo día se hizo de conocimiento público que el médico Germán Málaga de la Universidad Peruana Cayetano Heredia, uno de los dos médicos responsables de los ensayos clínicos de la candidata a vacuna en Perú, había asistido junto a una enfermera a Palacio de Gobierno los días 2 y 29 de octubre, fechas en las cuales se habría dado la primera y segunda dosis de la Candidata a Vacuna al entonces presidente Martín Vizcarra y sus allegados.
El día 12 de febrero diversos medios informaron que se estaba redactando una moción de censura contra la ministra Pilar Mazzetti, la cual no llegó a ser firmada por el número requerido de congresistas ni presentada para su trámite. En el mismo sentido, diversas bancadas del Congreso rechazaron promover una censura contra Mazzetti. Sin embargo, por la noche del día 12 de febrero, Mazzetti renunció al cargo. 
Por la mañana del 13 de febrero, Sagasti, en una entrevista en RPP, defendió a la ministra Mazzetti y calificó como "injusto" el trato que recibió de parte del Congreso de la República: 

La doctora estuvo muchos años al frente del Minsa, ha hecho un esfuerzo extraordinario, todos hemos visto lo agotada que está y lo injusto que ha sido el tratamiento que se le ha dado, no solo en los medios sino en el Congreso.

El día 13 de febrero, Óscar Ugarte asumió el cargo de ministro de Salud. Durante la ceremonia, la exministra fue invitada por el presidente a la balaustrada del Salón Dorado, para el relevo ministerial y ovacionada por los miembros del gobierno asistentes.
El 14 de febrero la Universidad Peruana Cayetano Heredia emitió un comunicado indicando que Martín Vizcarra ni su esposa fueron voluntarios de los ensayos clínicos, al no encontrarse en los registros formales del estudio.
El mismo 14 de febrero, el diario La República informó que el Perú había recibido 2 mil dosis de la Candidata a Vacuna experimental de Sinopharm, fuera de la cobertura de los ensayos clínicos. Esas dosis fueron aplicadas a parte del personal médico y técnico encargado del ensayo clínico, pero también a varios funcionarios de los ministerios de Relaciones Exteriores y de Salud. La ministra de Relaciones Exteriores, Elizabeth Astete, también recibió la primera dosis de la Candidata a Vacuna de Sinopharm; por lo que presentó su renuncia tras hacerse pública su inoculación.
El presidente Francisco Sagasti anunció una investigación «para esclarecer los hechos» en torno a este escándalo. El nuevo ministro de Salud, Óscar Ugarte, anunció además que el presidente ordenó que todo trabajador del Estado que recibió la Candidata a Vacuna de forma irregular, sin ser parte del estudio clínico, será separado del Poder Ejecutivo.
La noche del 14 de febrero, en una entrevista en el programa Cuarto poder, el ministro de Salud Óscar Ugarte Ubilluz reveló que los dos viceministros de Salud, Luis Suárez Ognio (Salud Pública) y Víctor Bocángel (Prestaciones y Aseguramiento en Salud), habían sido inoculados, información que era conocida por Pilar Mazzetti. Ugarte también anunció que había aceptado las renuncias de ambos funcionarios y que se formaría una Comisión Investigadora presidida por el exministro Fernando Carbone.
El 15 de febrero de 2021, Allan Wagner juró como nuevo Ministro de Relaciones Exteriores en una ceremonia realizada en el Salón Dorado de Palacio de Gobierno. El mismo día, la Universidad Nacional Mayor de San Marcos, la otra universidad responsable de los ensayos clínicos de Sinopharm en Perú, emitió un comunicado indicando que su equipo de investigación, liderado por el médico Eduardo Ticona, no ha inoculado a personas ajenas a los 4500 voluntarios o a los 88 miembros del equipo de investigación de su institución. Sin embargo, horas después al revelarse la lista completa de inoculados fuera de los estudios clínicos, se confirmó que el rector y vicerrector de investigación de la Universidad de San Marcos, y el rector, vicerrector académico y vicerrector de investigación de la Universidad Peruana Cayetano Heredia recibieron la Candidata a Vacuna.
Por su parte, la Embajada de la República Popular China en el Perú emitió un comunicado indicando desconocer las identidades de los altos funcionarios inoculados y rechazando los términos vacunas de cortesía, donaciones o prebendas, en medio del escándalo por la inoculación de altos funcionarios en el Perú.
El 15 de febrero de 2021 se reveló que la exministra de Salud Pilar Mazzetti Soler también se había inoculado. El diario El Comercio informó que Mazzetti había recibido la primera dosis a mediados de enero y la segunda el 6 de febrero.
El día 16 de febrero de 2021, el diario El Comercio detalló que ocho funcionarios de la comisión que negoció con Sinopharm se inocularon antes y después del acuerdo de compra. La Comisión estaba integrada por 18 personas, entre ellas representantes del Ministerio de Relaciones Exteriores, del Ministerio de Salud, del Ministerio de Economía y Finanzas, del CONCYTEC, de la Presidencia del Consejo de Ministros, del Instituto Nacional de Salud, de la Universidad Peruana Cayetano Heredia y de la Universidad Nacional Mayor de San Marcos. De estos 18 integrantes de la comisión negociadora, ocho fueron inoculados.
El 16 de febrero de 2021, Germán Málaga, ante el cuestionamiento de un medio de prensa sobre la razón por la que él y otras personas recibieron tres dosis de la candidata a vacuna cuando lo reglamentario era recibir dos dosis, el médico investigador declaró que esto lo hizo pensando en un estudio que se podría desarrollar posteriormente, pero al mismo tiempo reconociendo lo irregular de su accionar. El 17 de diciembre, ante el cuestionamiento por la inoculación del dueño de un restaurante de comida peruano-china, Málaga declaró: "Tenemos 12 personas de la delegación china que están permanentemente con nosotros y esta persona va dos a tres veces por semana al centro. La delegación china se cansa del Burger King".
El día 17 de febrero de 2021, Fernando Carbone, presidente de la Comisión Investigadora del Ministerio de Salud informó de que existen otras listas de inoculados contra la COVID-19. Reveló en diálogo con RPP: “Nosotros hemos pedido nuevamente la información. Discúlpeme, no le puedo comentar ahora. Hemos recibido otras listas que estamos cruzando, listas del INS, listas de las universidades, listas del interior del Ministerio de Salud, listas que vienen del ámbito general del Estado que identifica a trabajadores”.
El rector, vicerrector y otras autoridades de la Universidad Peruana Cayetano Heredia inoculadas irregularmente renunciaron producto del escándalo. El 19 de febrero, luego de una inspección a la universidad en que se corroboraron diversas irregularidades que violaron el protocolo del estudio, las buenas prácticas y los estándares ético, el Instituto Nacional de Salud del Perú determinó la salida del investigador principal responsable, Germán Málaga, y suspendió a la universidad como centro de realización de nuevos ensayos clínicos.
El día 19 de febrero, la premier afirmó que el lote de candidata a vacunas cuestionadas fue solicitado por el Ministerio de Relaciones Exteriores. Sin embargo, esta información fue desmentida por el canciller Allan Wagner, quien afirmó que lo sostenido por Bermúdez "es una versión distorsionada".
El día 25 de febrero de 2021, en una conferencia de prensa, Fernando Carbone, presidente de la Comisión Investigadora, presentó el informe final al ministro de Salud Óscar Ugarte.

### Investigación parlamentaria
El 16 de febrero, Germán Málaga, investigador responsable del estudio clínico en la sede de la Universidad Peruana Cayetano Heredia y quien habría facilitado la administración de candidata a vacunas fuera del estudio clínico a altos funcionarios y personas ajenas al estudio, fue interrogado por el Congreso de la República por su participación en el escándalo y los cuestionamientos penales y éticos de su accionar. El mismo día se conoce que su hija, esposa y cuñada habrían recibido la candidata a vacuna. Además, por medio de la revisión de movimientos migratorios, se identificó que la hija de Germán Málaga, radicada en Europa, habría venido en diciembre y enero a Perú expresamente para recibir las dos dosis de inoculación.
Por la noche del 16 de febrero de 2021, el Congreso de la República aprobó la conformación de una Comisión Investigadora encargada para investigar el presunto favorecimiento en la aplicación de candidata a vacunas contra la COVID-19 en altos funcionarios públicos. Con 100 votos a favor, el Pleno del Congreso aprobó que la Comisión sea conformada por los congresistas Otto Guibovich Arteaga (Acción Popular), Lusmila Pérez Espíritu (Alianza para el Progreso), Richard Rubio Gariza (FREPAP), Carlos Mesía Ramírez (Fuerza Popular), Luis Castillo Oliva (Podemos), Roberto Chavarría Vilcatoma (Unión por el Perú), Absalón Montoya (Frente Amplio), Mariano Yupanqui Miñano (Descentralización Democrática) y Rubén Ramos Zapana (Nueva Constitución). El día 18 de febrero, la Comisión se instaló y eligió como presidente a Otto Guibovich.
El día 22 de febrero de 2021, la subcomisión de Acusaciones constitucionales aprobó los informes en contra del expresidente Martín Vizcarra; la exministra de Salud, Pilar Mazzetti y la excanciller Elizabeth Astete. Los exfuncionarios serán procesados por infracciones a la constitución (juicio político) y por delitos de función (antejuicio).

## Lista de inoculados
La lista de 487 personas que se inocularon fuera de los ensayos clínicos incluye la mención de personas inoculadas como parte del personal investigador y administrativo de los estudios (cuya inoculación fue aprobada por DIGEMID aun cuando ello es irregular), pero además la mención de inoculados no relacionados directamente con los estudios, entre estos altos funcionarios del gobierno peruano y familiares, y autoridades de las universidades que tuvieron a cargo los estudios clínicos.

### Altos funcionarios del gobierno de Francisco Sagasti
| Ministerio                           | Funcionario                   | Cargo                                                                              |
| ------------------------------------ | ----------------------------- | ---------------------------------------------------------------------------------- |
| Ministerio de Salud                  | Pilar Mazzetti Soler          | Ministra de Salud                                                                  |
| Ministerio de Salud                  | Luis Suárez Ognio             | Viceministro de Salud Pública                                                      |
| Ministerio de Salud                  | Víctor Freddy Bocangel Puclla | Viceministro de Prestaciones y Aseguramiento en Salud                              |
| Ministerio de Salud                  | Danilo Pedro Céspedes Medrano | Jefe del Gabinete de Asesores del Ministerio de Salud                              |
| Ministerio de Salud                  | Manuel Espinoza Silva         | Asesor del Viceministerio de Salud Pública                                         |
| Ministerio de Salud                  | Pedro Guerrero Romero         | Asesor del Viceministerio de Salud Pública                                         |
| Ministerio de Salud                  | Carlos Castillo Solórzano     | Asesor del Ministerio de Salud                                                     |
| Ministerio de Salud                  | Aldo Lucchetti Rodríguez      | Director General de Intervenciones Estratégicas del Ministerio de Salud            |
| Ministerio de Salud                  | Víctor Raúl Cuba Oré          | Director general de Cooperación Técnica Internacional del Ministerio de Salud      |
| Ministerio de Salud                  | Lucy Nancy Olivares Marcos    | Directora Ejecutiva de la Secretaría de Coordinación del Consejo Nacional de Salud |
| Ministerio de Salud                  | Luis Rodríguez Benavides      | Director Nacional del Centro Nacional de Epidemiología                             |
| Ministerio de Salud                  | María Ticona Zegarra          | Directora Ejecutiva de Inmunizaciones del Ministerio de Salud                      |
| Ministerio de Salud                  | Sofía Patricia Salas Pumacayo | Directora Ejecutiva de Productos Farmacéuticos DIGEMID Ministerio de Salud         |
| Ministerio de Relaciones Exteriores  | Elizabeth Astete Rodríguez    | Ministra de Relaciones Exteriores                                                  |
| Ministerio de Relaciones Exteriores  | Javier Sánchez Checa Salazar  | Asesor del Despacho Ministerial de Relaciones Exteriores                           |
| Ministerio de Relaciones Exteriores  | Francisco Tenya Hasegawa      | Secretario General del Ministerio de Relaciones Exteriores                         |
| Ministerio de Relaciones Exteriores  | Jorge Arturo Jarama Alván     | Director de Ciencia y Tecnología del Ministerio de la Relaciones Exteriores        |
| Ministerio de Relaciones Exteriores  | Jorge Lazo Escalante          | Director de Ceremonial del Estado - Ministerio de la Relaciones Exteriores         |
| Presidencia del Consejo de Ministros | Oscar Rafael Suárez Peña      | Asesor del Despacho Ministerial de la Presidencia del Consejo de Ministros         |
| Presidencia del Consejo de Ministros | Fuente. Diario La República   |                                                                                    |

### Altos funcionarios del gobierno de Martín Vizcarra
| Exfuncionario   | Cargo                      |
| --------------- | -------------------------- |
| Martín Vizcarra | Presidente de la República |

### Otras personas inoculadas no referidas en la lista como personal de los estudios clínicos
| Persona                            | Nota |
| ---------------------------------- | --- |
| Maribel Díaz Cabello               | Ex primera dama de la Nación                                                                              |
| César Vizcarra Cornejo             | Hermano de Martín Vizcarra                                                                                |
| Patricia García Funegra            | Exministra de Salud e investigadora de la Universidad Peruana Cayetano Heredia                            |
| Alejandro Aguinaga Recuenco        | Exministro de Salud                                                                                       |
| Eduardo Pretell Zárate             | Exministro de Salud                                                                                       |
| Inés Caro Kahn                     | Esposa del Viceministro de Salud Pública y médico del Instituto Nacional de Salud del Niño                |
| María del Carmen Suárez Ognio      | Hermana del Viceministro de Salud Pública                                                                 |
| Juliet Suárez Caro                 | Hija del Viceministro de Salud Pública                                                                    |
| Luis Antonio Suárez Caro           | Hijo del Viceministro de Salud Pública                                                                    |
| José Eduardo Gotuzzo Herencia      | Investigador de la Universidad Peruana Cayetano Heredia                                                   |
| Germán Málaga Rodríguez            | Principal Investigador de la Universidad Peruana Cayetana Heredia                                         |
| Nelly Baiocchi                     | Investigadora de la Universidad Peruana Cayetano Heredia                                                  |
| Luis Varela Pinedo                 | Rector de la Universidad Peruana Cayetano Heredia                                                         |
| Alejandro Joaquín Bussauleu Rivera | Vicerrector de Investigación de la Universidad Peruana Cayetano Heredia                                   |
| Andrés Guillermo Lescano           | Miembro del Consejo Directivo de la Superintendencia Nacional de Educación Superior Universitaria         |
| José Ronald Espinoza Babilón       | Vicerrector Académico de la Universidad Peruana Cayetano Heredia (UPCH)                                   |
| Orestes Cachay Boza                | Rector de la Universidad Nacional Mayor de San Marcos                                                     |
| Felipe San Martín Howard           | Vicerrector de Investigación de la Universidad Nacional Mayor de San Marcos                               |
| Cecilia Blume Cillóniz             | Exjefa de Gabinete de Asesores de la Presidencia del Consejo de Ministros                                 |
| Pablo Checa Ledesma                | Exviceministro de Trabajo                                                                                 |
| Ciro Maguiña Vargas                | Vicedecano del Colegio Médico del Perú                                                                    |
| Ana Zúñiga                         | Esposa de Germán Málaga, médico de la UPCH y uno de los dos líderes del estudio de la candidata a vacuna. |
| Ariana Sofía Málaga Zúñiga         | Hija de Germán Málaga, médico de la UPCH y uno de los dos líderes del estudio de la candidata a vacuna.   |
| César Loo                          | Dueño del Restaurante Royal de gastronomía chifa.                                                         |
| Claudia Gianoli Keller             | Gerente General de Suiza Lab.                                                                             |
| Christopher Wiegering Gianoli      | Gerente Comercial de Suiza Lab.                                                                           |
| Marita de los Ríos Guevara         | ExDirectora del Cenares (2016)                                                                            |
| Daniel Wiegering Gianoli           | Allegado de la gerencia de Suiza Lab.                                                                     |
| Antonio Armejo                     | Directivo del Fondo Blanquiazul.                                                                          |
| Nicola Girasoli                    | Sacerdote y diplomático católico italiano, nuncio apostólico en el Perú.                                  |
| Carmen Ginocchio Cueva             | Hija de la periodista Rosana Cueva.                                                                       |
| Juan Carlos Asencio Bermúdez       | Chofer de Pilar Mazzetti.                                                                                 |
| Mario Mongilardi                   | Expresidente de la Cámara de Comercio de Lima.                                                            |
| Fuente. Diario La República        | |

### Segunda lista
Se informó que existía una segunda lista aunque el exministro de salud Fernando Carbone declaró que no existía aquella lista. Sin embargo, el contralor de la república declaró que las investigaciones sobre una segunda lista de vacunados estaba en marcha. El periodista Phillip Butters luego insinuó que Beto Ortiz tenía en su poder la segunda lista.

## Reacciones
El escándalo ha sido catalogado como una acción ilegal y falta a la ética política y científica por el público general y diversos medios nacionales e internacionales que han dado cobertura al caso. Los comportamientos de los altos funcionarios peruanos, como el expresidente Martín Vizcarra y las exministras Pilar Mazzetti y Elizabeth Astete, que accedieron irregularmente a la inoculación, han sido descritos como una transgresión ética, además de representar un acto ilegal. Mientras que el comportamiento de Germán Málaga, líder del equipo de investigación, ha sido descrito como mal comportamiento científico
El 26 de febrero, Fernando Carbone, que preside la comisión investigadora sobre las inoculaciones indebidas, precisó que 470 personas recibieron la dosis candidata a vacuna de Sinopharm sin ser miembros del ensayo clínico, en referencia a los voluntarios del proyecto.
Explicó que se inoculó a 369 personas de los equipos que desarrollan en ensayo clínico, mientras que se aplicó la dosis a 101 personas que estaba como personal relacionado al estudio, personal del Ministerio de Salud (Minsa) o de Cancillería, del entorno cercano a ambos sectores e invitados.
Explicó que a ese primer grupo se aplicaron 706 dosis y al segundo grupo 198 dosis.

## Mala conducta científica
Germán Málaga Rodríguez (Perú), un médico y profesor de la Universidad Peruana Cayetano Heredia, se confeso culpable tras la administración de candidata a vacunas fuera del protocolo relacionado al caso Vacunagate. El junto con Hugo García Lescano y otros investigadores lideraron el ensayo clínico de Sinopharm, siendo el principal responsable de facilitar de forma clandestina el acceso a la inoculación para altos funcionarios, rectores, familiares e incluso al expresidente Martin Vizcarra. Estas irregularidades violan el código de integridad científica del CONCYTEC, socavando los principios éticos, tales como la transparencia, veracidad, justicia, responsabilidad, objetividad e imparcialidad; en la actualidad, él fue separado de su cargo como investigador principal en la universidad tan solo por un lapso de tiempo.